# Machimus mcalpinei
Machimus mcalpinei är en tvåvingeart som beskrevs av Martin 1975. Machimus mcalpinei ingår i släktet Machimus och familjen rovflugor. Inga underarter finns listade i Catalogue of Life.